# SM-liiga 2003/04
Die Saison 2003/04 war die 29. Spielzeit der SM-liiga. Finnischer Eishockey-Meister wurde zum zweiten Mal Kärpät Oulu.

## Reguläre Saison

### Modus
Jedes Team musste viermal gegen jedes andere Team in der Liga und achtmal zusätzlich gegen örtlich nahegelegene Mannschaften spielen. Jedes Spiel bestand aus drei Dritteln à 20 Minuten. Sollte es nach der regulären Zeit unentschieden gestanden haben, wurden fünf Minuten Verlängerung gespielt. Das erste Tor in der Verlängerung entschied das Spiel für die Mannschaft, die das Tor geschossen hatte. Im Fall, dass nach der Verlängerung immer noch kein Sieger gefunden war, wurde das Spiel als unentschieden gewertet.
Ein Sieg in der regulären Spielzeit bzw. nach Verlängerung brachte einer Mannschaft zwei Punkte. Ein Unentschieden und eine Niederlage nach Verlängerung wurde mit einem Punkt vergütet. Für eine Niederlage in regulärer Spielzeit gab es keine Punkte.

### Abschlusstabelle
Quelle:sm-liiga.fi
Abkürzungen: Sp = Spiele, S = Siege, SnV = Siege nach Verlängerung, U = Unentschieden, NnV = Niederlagen nach Verlängerung, N = Niederlagen, T = Tore, GT = Gegentore, TD = Tordifferenz
| Pl  | Mannschaft | Sp | S  | SnV | U | NnV | N  | T   | GT  | TD   | Punkte |
| --- | ---------- | -- | -- | --- | - | --- | -- | --- | --- | ---- | ------ |
| 1.  | TPS        | 56 | 30 | 5   | 7 | 3   | 11 | 169 | 112 | +57  | 80     |
| 2.  | Kärpät     | 56 | 29 | 6   | 4 | 4   | 13 | 194 | 129 | +65  | 78     |
| 3.  | HIFK       | 56 | 30 | 3   | 5 | 1   | 17 | 181 | 142 | +39  | 72     |
| 4.  | HPK        | 56 | 27 | 3   | 7 | 2   | 17 | 162 | 122 | +40  | 69     |
| 5.  | Lukko      | 56 | 24 | 3   | 8 | 3   | 18 | 154 | 127 | +27  | 65     |
| 6.  | Ilves      | 56 | 24 | 5   | 3 | 4   | 20 | 159 | 148 | +11  | 65     |
| 7.  | Jokerit    | 56 | 23 | 4   | 7 | 3   | 19 | 131 | 120 | +11  | 64     |
| 8.  | Tappara    | 56 | 24 | 2   | 2 | 5   | 23 | 158 | 145 | +13  | 59     |
| 9.  | Blues      | 56 | 18 | 5   | 7 | 3   | 23 | 134 | 139 | −5   | 56     |
| 10. | JYP        | 56 | 18 | 2   | 7 | 5   | 24 | 138 | 166 | −28  | 52     |
| 11. | Ässät      | 56 | 17 | 4   | 5 | 3   | 27 | 140 | 186 | −46  | 50     |
| 12. | SaiPa      | 56 | 11 | 2   | 5 | 5   | 27 | 127 | 194 | −67  | 36     |
| 13. | Pelicans   | 56 | 7  | 1   | 7 | 4   | 37 | 110 | 227 | −117 | 27     |

### Beste Scorer
Quelle: sm-liiga.fi
Abkürzungen: Sp = Spiele, T = Tore, A = Assists, SM = Strafminuten
| Pl  | Spieler         | Mannschaft | Sp | T  | A  | Punkte | +/- | SM |
| --- | --------------- | ---------- | -- | -- | -- | ------ | --- | -- |
| 1.  | Timo Pärssinen  | HIFK       | 56 | 32 | 30 | 62     | 15  | 22 |
| 2.  | Kimmo Kuhta     | HIFK       | 56 | 31 | 28 | 59     | 15  | 18 |
| 3.  | Brett Harkins   | HIFK       | 52 | 10 | 49 | 59     | 15  | 65 |
| 4.  | Jari Viuhkola   | Kärpät     | 53 | 25 | 31 | 56     | 36  | 34 |
| 5.  | Glen Metropolit | Jokerit    | 55 | 15 | 35 | 50     | 16  | 77 |
| 6.  | Jarkko Immonen  | JYP        | 52 | 23 | 26 | 49     | 8   | 28 |
| 7.  | Antti Virtanen  | JYP        | 56 | 18 | 29 | 47     | 2   | 6  |
| 8.  | Kai Nurminen    | TPS        | 52 | 23 | 22 | 45     | 22  | 18 |
| 9.  | Cory Murphy     | Ilves      | 56 | 18 | 26 | 44     | −3  | 22 |
| 10. | Antti Aalto     | TPS        | 50 | 16 | 28 | 44     | 22  | 46 |

### Beste Torhüter
Quelle: sm-liiga.fi
Abkürzungen: SP = Spiele, Min = Spielzeit (min:sek), S = Siege; N = Niederlagen, GT = Gegentore, GS = gehaltene Schüsse, SO = Shutouts, GTS = Gegentorschnitt, Sv% = gehaltene Schüsse (in %)
| Pl | Spieler          | Mannschaft | Sp | Min     | S  | N  | GT | GS   | SO | GTS  | Sv%   |
| -- | ---------------- | ---------- | -- | ------- | -- | -- | -- | ---- | -- | ---- | ----- |
| 1. | Niklas Bäckström | Kärpät     | 43 | 2572:08 | 24 | 9  | 87 | 1266 | 7  | 2,03 | 93,57 |
| 2. | Markus Helanen   | HPK        | 13 | 0702:56 | 4  | 4  | 24 | 342  | 2  | 2,18 | 93,44 |
| 3. | Joni Puurula     | HPK        | 33 | 1890:17 | 16 | 9  | 69 | 879  | 4  | 2,19 | 92,72 |
| 4. | Petri Vehanen    | Lukko      | 45 | 2731:58 | 22 | 13 | 97 | 1197 | 5  | 2,13 | 92,50 |
| 5. | Jere Myllyniemi  | Blues      | 19 | 0994:50 | 6  | 7  | 36 | 442  | 2  | 2,17 | 92,47 |

## Play-offs
Quelle: sm-liiga.fi

### Modus
Die Plätze 1–6 waren automatisch für die Play-offs qualifiziert. Die Plätze 7–10 mussten sich in einer zusätzlichen Best-of-3-Runde durchsetzen, wobei Platz 7 gegen Platz 10 und Platz 8 gegen Platz 9 antrat.
Für das Halbfinale qualifizierten sich die Mannschaften, die im Viertelfinale gegen ihren Gegner von sieben Spielen die meisten gewonnen hatten. Im Halbfinale wurden nur noch fünf Spiele gegen den Gegner gespielt. Die Sieger der Halbfinals zogen ins Finale ein, während die Verlierer im kleinen Finale um den dritten Platz spielten. Im Finale wurden ebenfalls fünf Spiele gespielt. Wer die meisten Spiele gewann, war Sieger der Saison. In der Runde um Platz 3 wurde lediglich ein Spiel gespielt. Die jeweiligen Gegner wurden so zusammengestellt, dass die bestplatzierte Mannschaft gegen die schlechteste spielt, die zweitbeste, gegen die zweitschlechteste, und so weiter. Ein Spiel dauerte so, wie in der Hauptsaison, insgesamt 60 Minuten. Nach der regulären Zeit wurden Verlängerungen von jeweils 20 Minuten Länge gespielt, bis ein Sieger durch ein entscheidendes Tor gefunden wurde.

### Play-off-Qualifikation
| Jokerit – JYP                      | Jokerit – JYP | Jokerit – JYP | Jokerit – JYP |
| ---------------------------------- | ------------- | ------------- | ------------- |
| 7. März                            | Jokerit       | JYP           | 5:2           |
| 9. März                            | JYP           | Jokerit       | 2:3           |
| Jokerit qualifiziert sich mit 2:0. |               |               |               |

| Tappara – Blues                  | Tappara – Blues | Tappara – Blues | Tappara – Blues |
| -------------------------------- | --------------- | --------------- | --------------- |
| 7. März                          | Tappara         | Blues           | 1:2 n. V.       |
| 9. März                          | Blues           | Tappara         | 1:4             |
| 10. März                         | Tappara         | Blues           | 0:2             |
| Blues qualifiziert sich mit 2:1. |                 |                 |                 |

### Turnierbaum
|  | Viertelfinale   | Viertelfinale    |                 |                | Halbfinale       | Halbfinale |  |  | Finale   | Finale   |
|  |                 |                  |                 |                |                  |            |  |  |          |          |
|  | 13. – 23.3.2004 |                  |                 |                |                  |            |  |  |          |          |
|  | TPS             | 4                |                 |                |                  |            |  |  |          |          |
|  | TPS             | 4                | 27. – 31.3.2004 |                |                  |            |  |  |          |          |
|  | Blues           | 2                |                 |                |                  |            |  |  |          |          |
|  | Blues           | 2                | TPS             | 3              |                  |            |  |  |          |          |
|  |                 |                  | TPS             | 3              |                  |            |  |  |          |          |
|  |                 | HPK              | 0               |                |                  |            |  |  |          |          |
|  | HPK             | HPK              | 0               | 4              |                  |            |  |  |          |          |
|  | HPK             |                  |                 | 4              |                  |            |  |  |          |          |
|  | Lukko           | 0                |                 | 6. – 11.4.2004 | 6. – 11.4.2004   |            |  |  |          |          |
|  | 13. – 19.3.2004 | 13. – 19.3.2004  | TPS             | 1              |                  |            |  |  |          |          |
|  | 13. – 23.3.2004 | 13. – 23.3.2004  |                 | Kärpät         | 3                |            |  |  |          |          |
|  | Kärpät          | 4                |                 |                |                  |            |  |  |          |          |
|  | Jokerit         | 2                |                 |                |                  |            |  |  |          |          |
|  | Jokerit         | 2                | Kärpät          | 3              |                  |            |  |  |          |          |
|  |                 |                  | Kärpät          | 3              | Spiel um Platz 3 |            |  |  |          |          |
|  |                 | HIFK             | 2               |                |                  |            |  |  |          |          |
|  | HIFK            | HIFK             | 2               | 4              | HIFK             | 1          |  |  |          |          |
|  | HIFK            | 27.3. – 4.4.2004 |                 | 4              | HIFK             | 1          |  |  |          |          |
|  | Ilves           | 3                |                 | HPK            | 0                |            |  |  |          |          |
|  | Ilves           | 3                |                 |                | 0                |            |  |  |          |          |
|  | 13. – 25.3.2004 | 13. – 25.3.2004  |                 |                |                  |            |  |  | 7.4.2004 | 7.4.2004 |

### Viertelfinale
| TPS – Blues                    | TPS – Blues | TPS – Blues | TPS – Blues |
| ------------------------------ | ----------- | ----------- | ----------- |
| 13. März                       | TPS         | Blues       | 3:2         |
| 15. März                       | Blues       | TPS         | 4:2         |
| 17. März                       | TPS         | Blues       | 4:0         |
| 19. März                       | Blues       | TPS         | 3:2         |
| 21. März                       | TPS         | Blues       | 4:2         |
| 23. März                       | Blues       | TPS         | 0:2         |
| TPS gewinnt die Runde mit 4:2. |             |             |             |

| HPK – Lukko                    | HPK – Lukko | HPK – Lukko | HPK – Lukko |
| ------------------------------ | ----------- | ----------- | ----------- |
| 13. März                       | HPK         | Lukko       | 3:2         |
| 15. März                       | Lukko       | HPK         | 0:5         |
| 17. März                       | HPK         | Lukko       | 4:0         |
| 19. März                       | Lukko       | HPK         | 1:3         |
| HPK gewinnt die Runde mit 4:0. |             |             |             |

| Kärpät – Jokerit                  | Kärpät – Jokerit | Kärpät – Jokerit | Kärpät – Jokerit |
| --------------------------------- | ---------------- | ---------------- | ---------------- |
| 13. März                          | Kärpät           | Jokerit          | 3-2              |
| 15. März                          | Jokerit          | Kärpät           | 2-3              |
| 17. März                          | Kärpät           | Jokerit          | 2-5              |
| 19. März                          | Jokerit          | Kärpät           | 1-2              |
| 21. März                          | Kärpät           | Jokerit          | 1-2              |
| 23. März                          | Jokerit          | Kärpät           | 1-2              |
| Kärpät gewinnt die Runde mit 4:2. |                  |                  |                  |

| HIFK – Ilves                    | HIFK – Ilves | HIFK – Ilves | HIFK – Ilves |
| ------------------------------- | ------------ | ------------ | ------------ |
| 13. März                        | HIFK         | Ilves        | 3:1          |
| 15. März                        | Ilves        | HIFK         | 3:2          |
| 17. März                        | HIFK         | Ilves        | 0:3          |
| 19. März                        | Ilves        | HIFK         | 4:2          |
| 21. März                        | HIFK         | Ilves        | 3:0          |
| 23. April                       | Ilves        | HIFK         | 0:1          |
| 25. April                       | HIFK         | Ilves        | 4:3          |
| HIFK gewinnt die Runde mit 4:3. |              |              |              |

### Halbfinale
| TPS – HPK                      | TPS – HPK | TPS – HPK | TPS – HPK |
| ------------------------------ | --------- | --------- | --------- |
| 27. März                       | TPS       | HPK       | 2:0       |
| 29. März                       | HPK       | TPS       | 3:4 n. V. |
| 31. März                       | TPS       | HPK       | 3:1       |
| TPS gewinnt die Runde mit 3:0. |           |           |           |

| Kärpät – HIFK                     | Kärpät – HIFK | Kärpät – HIFK | Kärpät – HIFK |
| --------------------------------- | ------------- | ------------- | ------------- |
| 27. März                          | Kärpät        | HIFK          | 3:2 n. V.     |
| 29. März                          | HIFK          | Kärpät        | 4:2           |
| 31. März                          | Kärpät        | HIFK          | 0:5           |
| 2. April                          | HIFK          | Kärpät        | 2:3 n. V.     |
| 4. April                          | Kärpät        | HIFK          | 3:2 n. V.     |
| Kärpät gewinnt die Runde mit 3:2. |               |               |               |

### Dritter Platz
| HIFK – HPK           | HIFK – HPK | HIFK – HPK | HIFK – HPK |
| -------------------- | ---------- | ---------- | ---------- |
| 7. April             | HIFK       | HPK        | 3:1        |
| HIFK gewinnt Bronze. |            |            |            |

### Finale
| TPS – Kärpät                              | TPS – Kärpät | TPS – Kärpät | TPS – Kärpät |
| ----------------------------------------- | ------------ | ------------ | ------------ |
| 6. April                                  | TPS          | Kärpät       | 1:2          |
| 8. April                                  | Kärpät       | TPS          | 4:3          |
| 9. April                                  | TPS          | Kärpät       | 5:0          |
| 11. April                                 | Kärpät       | TPS          | 1:0 n. V.    |
| Kärpät gewinnt die Meisterschaft mit 3:1. |              |              |              |

### Finnischer Meister
| Finnischer Meister Kärpät Oulu | Torhüter: Nicklas Bäckström, Pekka Rinne Verteidiger: Topi Jaakola, Oskari Korpikari, Mikko Lehtonen, Kimmo Lotvonen, Ilkka Mikkola, Mikko Myllykoski, Mikko Palomäki, Martin Štěpánek, Ari Vallin Angreifer: Juhamatti Aaltonen, Antti Aarnio, Mikko Alikoski, Juha-Pekka Haataja, Jussi Jokinen, Jyri Junnila, Henrik Juntunen, Brett Lievers, Tommi Paakkolanvaara, Sakari Palsola, Janne Pesonen, Mika Pyörälä, Pekka Saarenheimo, Juha Silvander, Brad Smyth, Petr Tenkrát, Jari Viuhkola Cheftrainer: Kari Heikkilä |

### Beste Scorer
Quelle: sm-liiga.fi
Abkürzungen: Sp = Spiele, T = Tore, A = Assists, SM = Strafminuten
| Pl  | Spieler       | Mannschaft | Sp | T | A | Punkte | +/- | SM |
| --- | ------------- | ---------- | -- | - | - | ------ | --- | -- |
| 1.  | Brett Harkins | HIFK       | 13 | 4 | 9 | 13     | 3   | 12 |
| 2.  | Antti Aalto   | TPS        | 13 | 2 | 9 | 11     | 0   | 10 |
| 3.  | Petr Tenkrát  | Kärpät     | 15 | 3 | 7 | 10     | −1  | 45 |
| 4.  | Kimmo Kuhta   | HIFK       | 13 | 8 | 1 | 9      | 4   | 2  |
| 5.  | Kai Nurminen  | TPS        | 13 | 6 | 3 | 9      | 2   | 33 |
| 6.  | Brett Lievers | Kärpät     | 15 | 4 | 5 | 9      | −3  | 6  |
| 7.  | Jari Viuhkola | Kärpät     | 14 | 3 | 5 | 8      | 0   | 4  |
| 8.  | Joonas Vihko  | HIFK       | 13 | 3 | 5 | 8      | −1  | 6  |
| 9.  | Brad Smyth    | Kärpät     | 15 | 3 | 5 | 8      | −3  | 4  |
| 10. | Mikko Koivu   | TPS        | 13 | 1 | 7 | 8      | 5   | 8  |

### Beste Torhüter
Quelle: sm-liiga.fi
Abkürzungen: SP = Spiele, Min = Spielzeit (min:sek), S = Siege; N = Niederlagen, GT = Gegentore, GS = gehaltene Schüsse, SO = Shutouts, GTS = Gegentorschnitt, Sv% = gehaltene Schüsse (in %)
| Pl | Spieler       | Mannschaft | Sp | Min    | S | N | GT | GS  | SO | GTS  | Sv%   |
| -- | ------------- | ---------- | -- | ------ | - | - | -- | --- | -- | ---- | ----- |
| 1. | Jan Lundell   | HIFK       | 11 | 623:23 | 6 | 3 | 15 | 277 | 3  | 1,44 | 94,86 |
| 2. | Mika Lehto    | Tappara    | 3  | 189:58 | 1 | 2 | 5  | 90  | 0  | 1,58 | 94,74 |
| 3. | Teemu Lassila | TPS        | 12 | 679:40 | 8 | 4 | 17 | 286 | 4  | 1,5  | 94,39 |
| 4. | Joni Puurula  | HPK        | 8  | 481:31 | 4 | 4 | 14 | 203 | 2  | 1,74 | 93,55 |
| 5. | Pasi Häkkinen | Jokerit    | 8  | 476:59 | 4 | 4 | 17 | 214 | 0  | 2,14 | 92,64 |

## Auszeichnungen
Trophäen
| Auszeichnung                    | Gewinner         | Team   |
| ------------------------------- | ---------------- | ------ |
| Aarne-Honkavaara-Trophäe        | Timo Pärssinen   | HIFK   |
| Harry-Lindbladin-Gedenk-Trophäe | TPS              | TPS    |
| Jari-Kurri-Trophäe              | Niklas Bäckström | Kärpät |
| Jarmo Wasaman muistopalkinto    | Janne Pesonen    | Kärpät |
| Kalevi-Numminen-Trophäe         | Kari Heikkilä    | Kärpät |
| Kanada-malja                    | Kärpät           | Kärpät |
| Kultainen kypärä                | Timo Pärssinen   | HIFK   |
| Lasse-Oksanen-Trophäe           | Timo Pärssinen   | HIFK   |
| Matti-Keinonen-Trophäe          | Jari Viuhkola    | Kärpät |
| Pekka-Rautakallio-Trophäe       | Toni Söderholm   | HIFK   |
| Raimo-Kilpiö-Trophäe            | Kimmo Kuhta      | HIFK   |
| Urpo-Ylönen-Trophäe             | Niklas Bäckström | Kärpät |
| Veli-Pekka-Ketola-Trophäe       | Timo Pärssinen   | HIFK   |

All-Star Team
| Angriff:      | Kimmo Kuhta (HIFK) • Brett Harkins (HIFK) • Timo Pärssinen (HIFK) |
| Verteidigung: | Cory Murphy (Ilves) • Toni Söderholm (HIFK)                       |
| Tor:          | Niklas Bäckström (Kärpät)                                         |